# 宁江军
宁江军，五代方镇名。
后唐天成二年（927年）七月置，治所在夔州（今重庆市奉节县）。北宋乾德三年（965年）废。